# Circuito de Guecho de 2012
O 67.º Circuito de Guecho (12.º Memorial Ricardo Otxoa) disputou-se a 31 de julho de 2012, sobre um traçado de 170 km. Dito percurso consistiu no tradicional circuito urbano de 17 km ao que se lhe deram 10 voltas, incluindo as pequenas mudanças estabelecidas na passada edição.
A prova pertenceu ao UCI Europe Tour de 2011-2012 dos Circuitos Continentais da UCI, dentro da categoria 1.1.
Participaram 14 equipas. As 2 equipas espanholas de categoria UCI ProTeam (Movistar Team e Euskaltel-Euskadi); os 3 de categoria Profissional Continental (Andalucía e Caja Rural); e os 2 de categoria Continental (Burgos BH-Castilla y León e Orbea Continental). Quanto a representação estrangeira, estiveram 8 equipas: o UCI ProTeam do Liquigas-Cannondale; os Profissionais Continentais do Saur-Sojasun, Androni Giocattoli-Venezuela, Topsport Vlaanderen-Mercator, Acqua & Sapone e RusVelo; e os Continentais do Team Bonitas e Gios Deyser-Leon Kastro. Formando assim um pelotão de 121 ciclistas, com entre 8 e 10 corredores a cada equipa, dos que acabaram 112; ainda que só 111 deles dentro do "controle".
O ganhador final foi Giovanni Visconti depois de ganhar ao sprint a Danilo Di Luca e a seu colega de equipa Enrique Sanz (vencedor das classificações dos euskaldunes e neos), respectivamente.
Nas outras classificações secundárias impuseram-se Francisco Moreno Allué (montanha) e Acqua & Sapone (equipas).

## Classificação final

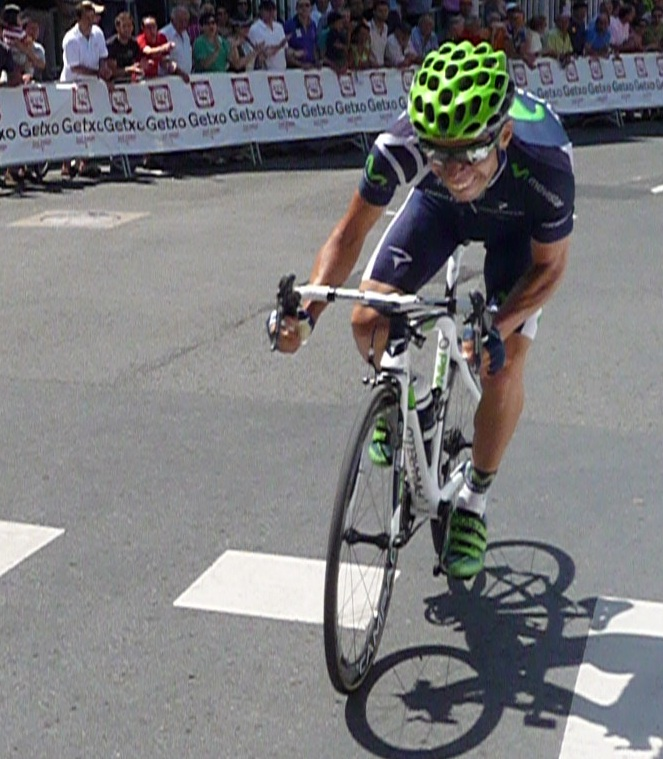
Giovanni Visconti em pleno sprint.

| \| Posição \| Ciclista \| Equipa \| Tempo \| \| ------- \| ------------------------- \| ---------------------------- \| --------------- \| \| 1. \| Giovanni Visconti \| Movistar \| 3 h 56 min 11 s \| \| 2. \| Danilo Di Luca \| Acqua & Sapone \| m.t. \| \| 3. \| Enrique Sanz \| Movistar \| m.t. \| \| 4. \| Jeremie Galland \| Saur-Sojasun \| m.t. \| \| 5. \| Franco Pellizotti \| Androni Giocattoli-Venezuela \| m.t. \| \| 6. \| Daniele Ratto \| Liquigas \| m.t. \| \| 7. \| Carlos Alberto Betancourt \| Acqua & Sapone \| m.t. \| \| 8. \| Ivan Rovny \| RusVelo \| m.t. \| \| 9. \| Jonathan Monsalve \| Androni Giocattoli-Venezuela \| m.t. \| \| 10. \| Jaume Rovira \| Gios Deyser-Leon Kastro \| m.t. \| |                           |                              |                 |
| Posição | Ciclista                  | Equipa                       | Tempo           |
| 1. | Giovanni Visconti         | Movistar                     | 3 h 56 min 11 s |
| 2. | Danilo Di Luca            | Acqua & Sapone               | m.t.            |
| 3. | Enrique Sanz              | Movistar                     | m.t.            |
| 4. | Jeremie Galland           | Saur-Sojasun                 | m.t.            |
| 5. | Franco Pellizotti         | Androni Giocattoli-Venezuela | m.t.            |
| 6. | Daniele Ratto             | Liquigas                     | m.t.            |
| 7. | Carlos Alberto Betancourt | Acqua & Sapone               | m.t.            |
| 8. | Ivan Rovny                | RusVelo                      | m.t.            |
| 9. | Jonathan Monsalve         | Androni Giocattoli-Venezuela | m.t.            |
| 10. | Jaume Rovira              | Gios Deyser-Leon Kastro      | m.t.            |